# 日本ビリヤード協会
公益社団法人日本ビリヤード協会（にっぽんビリヤードきょうかい、Nippon Billiard Association）は、日本国内においてビリヤード競技を統括する国内競技連盟。

## 歴史
1926年4月8日、森政吉が河邊潔と共に日本撞球協会を設立。
1951年に日本ビリヤード協会を設立する。初代会長には高石五郎が就任した。1964年には世界ビリヤード連盟（のちの世界ビリヤード・スポーツ連合）へ加盟を果たす。
1990年2月に文部省の法人の認可を得て社団法人となり、総裁として寬仁親王を奉戴した。1997年秋に日本オリンピック委員会(JOC)の承認団体となり、全国プレイヤーの登録制度を開始する。2005年、JOCの正式加盟団体となった。これを受け国内における統一ルールを制定、ルールブックを刊行した。

## 主催大会
- 全日本プロポケットビリヤード選手権
- 全日本スリークッション選手権大会
- 全国アマチュアビリヤード都道府県選手権大会

## 組織
- 日本プロポケットビリヤード連盟（JPBA）
- 日本プロビリヤード連盟（JPBF） - キャロム
- 日本スヌーカー協会（JSA）
- 日本アマチュアポケットビリヤード連盟

## 競技者登録制度
JOCの承認団体となったNBAは、多くのスポーツ競技と同様に「競技者の登録制度」を整備、登録証として「CS(Cue Sport)カード」を発行している。NBAが主催するトーナメントに参加するためにはこのCSカードの提示が必要となる。CSカードの登録には登録費および年会費がかかるが、18歳までのジュニアクラスに対しては一部免除などが適用される。また、JCBクレジットカードの機能が付いたものが発行されており、カードの有効期限が切れた場合に自動更新するなど、事務処理の手間が省けるようになっている。なお、CSカードを長期に渡り継続して更新しているプレイヤーに対してはCS手帳が送付される。
このCSカードの運営費の一部を割いて、ボウラードのスコア集計・管理を行うシステムを開発した。詳細はボウラードの項を参照。

## 統一ルール作成
国内におけるビリヤード全般のルールを統一することを目的としてNBAがルールを規定した。この規定されたルールは2005年7月にNBAルールブックとしてまとめられ刊行された。ルールブックでは器具やファール、レフェリーなどの規定、および各競技のルールが規定されている。初版で規定された競技は以下の通り。
ポケットビリヤード
- ナインボール
- エイトボール
- 14-1
- ボウラード
- ローテーション
- テンボール

キャロムビリヤード
- スリークッション
- カードル(ボークライン)
- 四つ玉
- フリー
- バンド
- アーティスティック

スヌーカー

## 著書
- 早分かりビリヤード